# نورمان إليس
نورمان إليس (17 أكتوبر 1913 في نيوزيلندا - 27 أكتوبر 2005) (بالإنجليزية: Norman Ellis)‏ هو لاعب كريكت نيوزلندي.

## وصلات خارجية
- نورمان إليس على موقع إي آس بي آن كريك إنفو (الإنجليزية)